# Устим Кармалюк
Усти́м Яки́мович Кармалюк (також Кармелюк, Карманюк; 27 лютого (10 березня) 1787, Головчинці (нині Кармалюкове) Подільське воєводство — 10 (22) жовтня 1835, Шляхові Коричинці (нині Волоське), Подільська губернія) — український селянин, ватажок селянського руху на Поділлі у 1813—1835 роках. В українському фольклорі — шляхетний розбійник та національний герой.
Кармалюк увійшов до фольклору як народний месник, який безстрашно боронив знедолених та скривджених (через що до його образу прив'язалися епітети «український Робін Гуд» та «останній гайдамака»).
Натомість дослідження істориків Валерія Дячка та Володимира Любченка свідчать про те, що Кармалюк був радше злочинцем і розбійником, який більшою мірою грабував саме селян.

## Життєпис

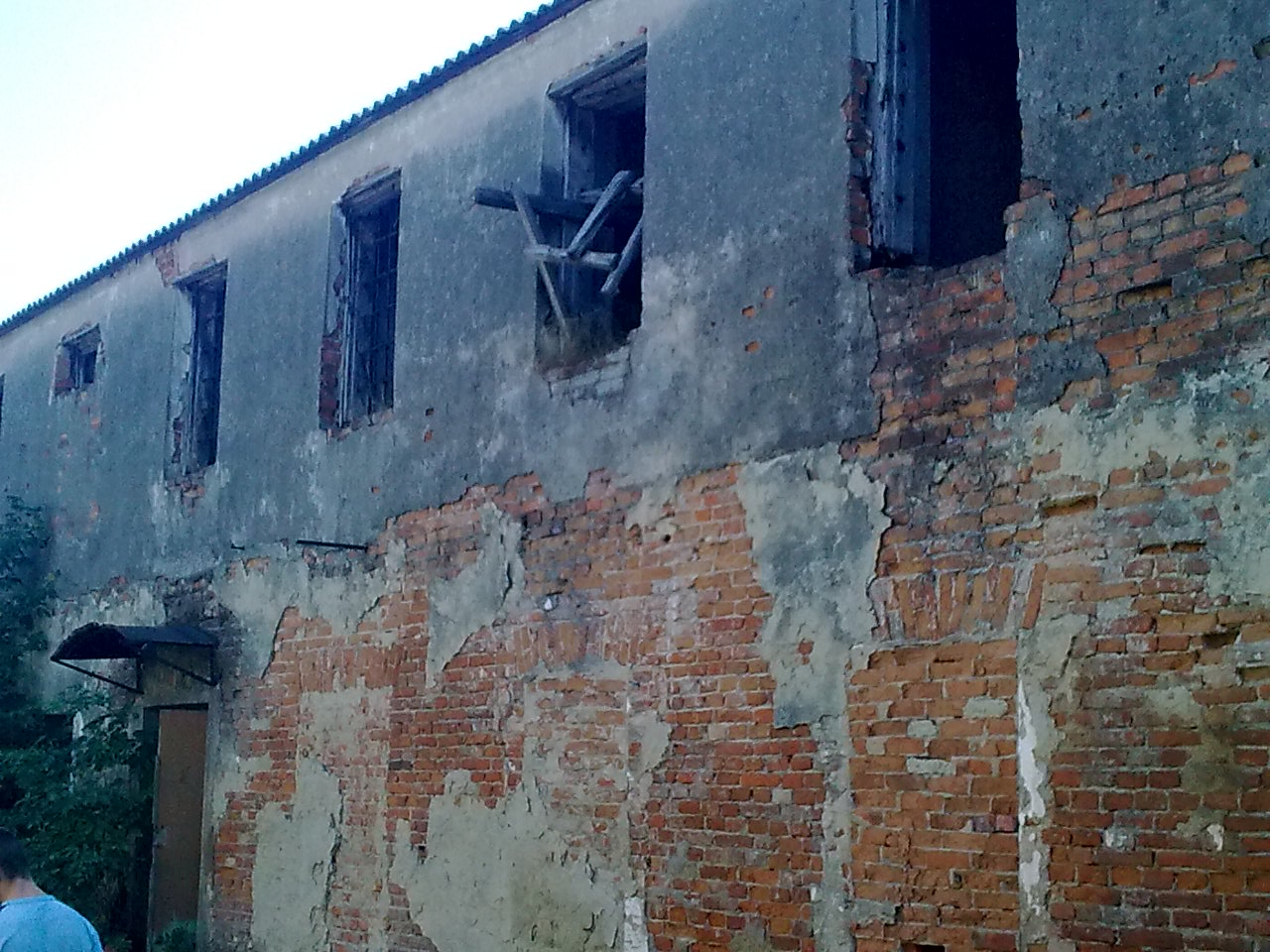
Будівля Літинської в'язниці, де утримували Кармалюка

Народився в родині кріпака Якима Карманюка. Про ранній період життя відомо небагато, крім того, що він володів грамотою та достатньо розумів російську, польську мови та їдиш. У 17-річному віці його забрали до двору пана Андрія Пігловського (брацлавський ловчий). Хлопець був роботящий, але непокірний. Поміщик не міг пережити того, що його кріпак не дозволяв собою керувати, а тому вирішив позбутися його і 1812 року віддав на 25 років до царської армії. Проте 1813 року разом із Д. Хроньом Кармелюк утік із 4-го уланського полку (Української кінно-козацької дивізії), який розміщався в Кам'янці-Подільському, і повернувся в рідні місця, де очолив ватагу кріпаків і військових-дезертирів, що нападали на маєтки панів. Незабаром був спійманий і засуджений до 50 ударів батогом, після чого його запроторили до кримського штрафного батальйону. На шляху до Криму Кармалюк утік із-під варти.
1814 року очолив повстанський рух селян проти російської адміністрації і дворянства, який розгорнувся в Літинському, Летичівському і Ольгопільському повітах.
1817 року жандарми схопили Кармелюка. Його засудили до страти, замінивши її в останню мить 25 ударами батогом і 10 роками каторги в Сибіру. Та Кармалюк утік із В'ятської етапної в'язниці. Повернувшись на Поділля, продовжував боротьбу, доки його знову не схопили під час облави. Скориставшись знанням російської мови й відповідними документами, видавав себе під час слідства за солдата з Костроми. Витримка не зрадила його й тоді, коли слідчі привели рідних на очну ставку і до нього радісно кинувся його 8-річний син Остап.
Невдовзі після того, як його запроторили у Кам'янець-Подільську фортецю, він організував разом з іншими в'язнями свою четверту втечу. Однак його поранили і прикували до кам'яного стовпа у вежі Юлія II (Папській), яку згодом назвали Кармалюковою.
Взимку 1824 його покарали 101 ударом батога, затаврували розпеченим залізом і знову відправили етапом у Сибір. Два роки конвоювали Кармалюка разом з іншими каторжанами до Тобольська.
1825 року після етапу, що тривав понад рік, Кармелюк із Тобольської каторжної в'язниці потрапив у Ялуторовськ. Незабаром знову втік, був схоплений і запроторений у набагато гірші умови. Втеча звідси — один із найзнаменитіших документованих випадків. Восени, під час нічної бурі, Кармалюк виламав ґрати, зібрав сорочки всіх співкамерників і зв'язав їх у довге полотнище. До кінця прив'язав камінь і закинув за частокіл в'язниці. По цьому висячому мосту, прямо з вікна за огорожу один за одним перебралися всі в'язні — зранку камера була порожня.
1828 року знову його спіймали через розгром загону урядовими військами в селі Кальна; до судової відповідальності було притягнуто 750 осіб; вирок Кармалюку — 101 удар батогами та довічна каторга, знову Сибір (Боровлянський скляний завод у Тобольській губернії), знову втеча.
1830 року — черговий арешт у Новій Синяві. Через два роки Кармелюк розібрав стелю у своїй камері і втік із Літинської в'язниці.
1830—1835 роки — селянський рух під проводом Кармелюка охопив усе Поділля, суміжні з ним райони Бессарабії, Волині та Київщини. У ньому брали участь близько 20 тисяч селян, які здійснили понад 1000 нападів на поміщицькі маєтки.
Протягом 23 років боротьби повстанські загони Кармелюка здійснили понад тисячу нападів на поміщицькі маєтки. Захоплені в поміщиків гроші та майно роздавали селянській бідноті. Для боротьби з повстанцями російський уряд у листопаді 1833 р. створив так звану Галузинецьку комісію (в селі Галузинці тепер Деражнянського району Хмельницької області) щодо заворушень у Літинському, Летичівському та Ольгопільському повітах Подільської губернії.
За словами тих, хто знав або бачив Кармелюка, Устим був не дуже високий, але плечистий, незвичайно сильний, дуже розумний лицар. Не любив грабіжників, сильно карав даремних злодіїв. Житель с. Гуменці Мисливський згадував, що одного разу Кармалюк відібрав багато золота у місцевого здирника і роздав бідним обідраним жінкам, що йшли по дорозі. На прощання сказав: «Беріть золото, хай діти ваші вдома не плачуть… Як мене десь вб'ють, споминайте Кармалюка…»
У повстанському русі брали участь не лише українці, а й поляки та євреї. Вихрест із євреїв Василь Добровольський довгі роки був найближчим сподвижником Кармалюка; поляки Ян і Олександр Глембоцькі, Фелікс Янковський та Олександр Витвицький до кінця життя були вірними товаришами Устима, як і євреї Аврум Ель Іцкович, Абрашко Дувидович Сокольницький, Арон Віняр. Усі вони на очних ставках і допитах ніколи не зрадили Кармалюка, за що були покарані і вивезені до Сибіру.
Кармелюка вбив із засідки шляхтич Рутковський. Стріляли, говорить переказ, не кулею, а срібним ґудзиком — тільки так можна убити характерника, тобто чаклуна, яким вважали отамана.

Пам'ятник Кармелюку в Летичеві

Тіло ватажка ще довго возили селами, щоб залякати селян. Поховали його в Летичеві (тепер Хмельницька область), де 1974 року на постаменті-валуні поставили 5-метровий пам'ятник.
Допитавши 2700 осіб, урядова комісія встановила, що Кармелюк підняв на боротьбу 20 тисяч повстанців.

## Історична оцінка
Образ Кармалюка зобразили у своїх творах Михайло Старицький, Марко Вовчок, Степан Васильченко, Василь Кучер та інші. Харківський композитор Валентин Костенко — автор опери «Кармелюк». Фольклорні добутки про народного героя збирали Микола Костомаров і Тарас Шевченко (останній назвав його «славним лицарем»). Народні чутки приписують Кармалюкові авторство ряду пісень. Хоча найвідоміша, «За Сибіром сонце сходить», складена усе-таки не ним, a Томашем Падурою. За твір про Устима Кармалюка письменниця Марко Вовчок в 1871 році, через 36 років після загибелі реального Кармалюка, потрапила в Петербурзі під суд. Той оштрафував її «за схвалення такого способу дій, який суперечить встановленим у нас засадам власності».
У Головчинцях резонанс справи Кармалюка був таким великим, що вся його численна рідня була змушена відмовитись від свого прізвища, аби не зазнавати репресій. Переважна більшість взяла собі прізвище Карман: таке було прізвисько соратників Устима. Після 1955 р., коли село перейменували на Кармалюкове, почався зворотний процес зміни прізвищ, майже всі Кармани стали Кармалюками.
До наших часів дійшов лише опис зовнішності Кармалюка, а єдиний імовірний його портрет належить пензлю Тропініна та відомий у кількох копіях, одна з яких зберігається в Ермітажі.
Є й інші, дещо критичні погляди на оцінку діяльності та образ Кармелюка. В деяких розвідках опублікована інша версія історії Устима Кармалюка, яка свідчить про те, що Кармалюк більшою мірою грабував саме селян, при чому ці напади не мали соціального чи повстанського характеру.

## Вшанування пам'яті
Під час Перших визвольних змагань у 1920 році Армія УНР мала бронепоїзд «Кармелюк».

Іменем Кармалюка названо десятки вулиць в ряді міст України, зокрема у Києві, обласних центрах (Вінниця, Дніпро, Житомир, Івано-Франківськ, Луцьк, Львів, Полтава, Рівне, Суми, Ужгород, Харків, Хмельницький, Чернівці, Чернігів), інших містах, а також у рідному селі Кармалюкове.
Також на його честь названі два населені пункти:
- Село Кармалюкове у Жмеринському районі Вінницької області.
- Село Кармалюківка у Балтському районі Одеської області.

## У культурі

### Живопис
У 1818 році художник Василь Тропінін приїхав у Кам'янець і потрапив до фортеці, яка на той час правила за тюрму, де було ув'язнено Кармелюка як розбійника. Митець написав тоді портрет, який, за даними українського історика мистецтва Костя Широцького, був саме портретом Кармалюка. Цей твір Тропініна під назвою «Українець середніх років» зберігається у Київському державному музеї українського мистецтва, другий варіант — у Нижньотагільському музеї образотворчого мистецтва. Версію Широцького підтримав художник-графік Володимир Гагенмейстер, який у 1916—1933 роках керував Кам'янець-Подільською художньо-промисловою школою. 1924 року Гагенмейстер створив літографію «Устим Кармелюк» за мотивами Тропінінового «Українця середніх років». Портрет увійшов до всіх українських енциклопедій і підручників як портрет Кармелюка.
За словами Віри Шпильової, Кармелюка ув'язнювали в кам'янецькій фортеці в 1814, 1818, 1823 роках, а отже Тропінін міг намалювати його лише в 1818-му, коли той перебував в Україні. На той час Устиму Кармелюку виповнився 31 рік, і він не міг бути літньою людиною із сивими скронями і вусами. За даними подільської дослідниці Валентини Вінюкової, це зображення не відповідає описам Кармелюка в офіційних документах: «На зріст 2 аршини і 6,5 вершка. Обличчя кругле, ніс помірний, волосся на голові, бровах, вусах і бороді світло-русяве, очі блакитні». За її словами, 1818 року Тропінін, супроводжуючи Іраклія Моркова в поїздці до брата, відвідав Кам'янець, у фортеці намалював одного з в'язнів, але чи то був Устим Кармелюк, чи хтось інший — не з'ясовано.

### Кіно

Музей Кармалюка у Літині Вінницької області

Про Кармелюка зняли такі кінострічки:
- «Кармалюк» (1931 — німа версія, 1935 — озвучена версія з піснями українською); режисер — Фауст Лопатинський
- (російською) «Кармелюк» (1938); режисер — Георгій Тасін
- (російською) «Кармелюк» (1986, т/ф, 4 серії); режисер — Григорій Кохан
  - дубляж українською від студії 1+1 у 1990/2000-х

### Проза
- Марко Вовчок. історична повість для дітей «Кармелюк» (1865)
- (російською) Михайло Старицький. роман «Розбійник Кармелюк» (рос. «Разбойник Кармелюк») (1908)
  - (переклад українською) Михайло Старицький. Розбійник Кармелюк: історичний роман (у 2-ох томах). Переклад з російської: Володимир Держирука, І. Г. Казаківський. Львів: [б.в.], 1909 (ч.1), 1910 (ч.2). — 431 стор. (ч.1), 436 стор. (ч.2)
    - (передрук) Михайло Старицький. Кармелюк (у 8-и частинах). Переклад з російської: Володимир Держирука. Вінніпеґ: Накладом Руської Книгарні, 1915. 803 стор. (всі 8 частини) (завантажити част 1-3 з е-бібліотеки archive.org)

  - (переклад українською) Михайло Старицький. Кармелюк: історичний роман. Переклад з російської: Микита Шумило. Київ: Дніпро, 1971. 708 стор.
- Дмитро Тягнигоре. Кармелюк: драма на 4 дії; Діється на Великій Україні за часів кріпацтва (1920)[12]
- Людмила Старицька-Черняхівська. Розбійник Кармелюк: вистава на 5 дій і 6 одмін. — Харків: Кооперативне вид-во «Рух», 1926. — 107 с. (Театральна бібліотека, ч. 52.)
- Степан Васильченко. П'єса на три дії «Кармелюк» (1927)[13]
- Василь Кучер. «Устим Кармалюк» (1940 — повість; 1954 — роман, що є розширеним варіантом повісті 1940 року)
- Володимир Гжицький. «Кармалюк» (1971)
- Олександра Гижа «Облога Кармалюка» (1990)[14]
- Антоній Роле. «Сліди з минулого» (пол. «Gawędy z przeszłości) (1878)[15]. У творі описані деякі моменти життя Устима Кармалюка з точки зору польського шляхтича.

### Музика
- Кирило Стеценко. Опера «Кармелюк» (1905—1911)
- Володимир Йориш. Опера «Кармелюк» (1929)
- Валентин Костенко. Опера «Кармелюк» (1930)

## Бібліографії
- Устим Кармалюк — український Робін Гуд: метод.-бібліогр. матеріали // Упр. культури, національностей та релігій Київ. облдержадмін., Київ. обл. б-ка для дітей; [підгот. Н. В. Бабич ; ред. Л. П. Соляник ; наук. ред. та відп. за вип. М. П. Зніщенко]. — Київ: КОБдД, 2014. — 18 с. : іл.